# Cantons del Mayenne
Els cantons del Mayenne (País del Loira) són 32 i s'agrupen en 3 districtes:
- Districte de Château-Gontier (7 cantons - sotsprefectura Château-Gontier) :
cantó de Bierné - cantó de Château-Gontier-Est - cantó de Château-Gontier-Oest - cantó de Cossé-le-Vivien - cantó de Craon - cantó de Grez-en-Bouère - cantó de Saint-Aignan-sur-Roë

- Districte de Laval (13 cantons - prefectura: Laval) :
cantó d'Argentré - cantó de Chailland - cantó d'Évron - cantó de Laval-Est - cantó de Laval-Nord-Est - cantó de Laval-Nord-Oest - cantó de Laval-Saint-Nicolas - cantó de Laval-Sud-Oest - cantó de Loiron - cantó de Meslay-du-Maine - cantó de Montsûrs - cantó de Saint-Berthevin - cantó de Sainte-Suzanne

- Districte de Mayenne (12 cantons - sotsprefectura: Mayenne) :
cantó d'Ambrières-les-Vallées - cantó de Bais - cantó de Couptrain - cantó d'Ernée - cantó de Gorron - cantó de Le Horps - cantó de Landivy - cantó de Lassay-les-Châteaux - cantó de Mayenne-Est - cantó de Mayenne-Oest - cantó de Pré-en-Pail - cantó de Villaines-la-Juhel